# Тхакхек (район)
Тхакхек — один з районів (лаос. ເມືອງ муанг) провінції Кхаммуан, Лаос.